# La Mesa (Panama, Los Santos)
Pour les articles homonymes, voir La Mesa.
La Mesa est une ville située dans le district de Macaracas, province de Los Santos, au Panama. En 2010, la ville comptait 641 habitants.